# Worczakowate
Worczakowate (Gnaphosidae) – rodzina pająków z podrzędu Opisthothelae i infrarzędu Araneomorphae. Grupa kosmopolityczna, obejmująca około 2250 opisanych gatunków, sklasyfikowanych w ponad 130 rodzajach. Żyją głównie na ziemi, w ściółce i pod korą. Aktywnie polują na ofiary. 

## Opis

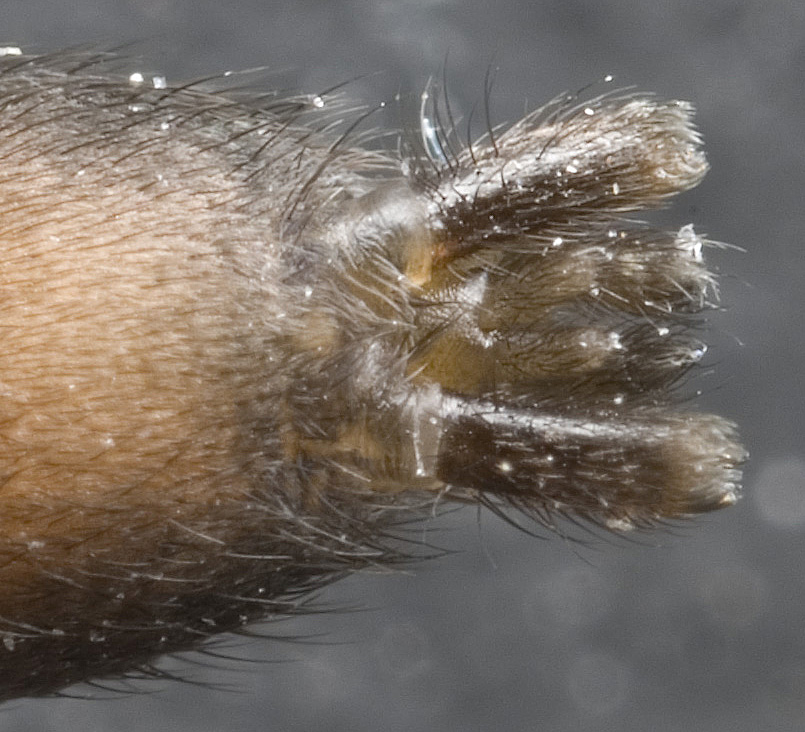
Widok od spodu na koniec opistosomy Herpyllus ecclesiasticus. Na pierwszym planie charakterystyczne dla rodziny, cylindryczne kądziołki przędne przedniej pary

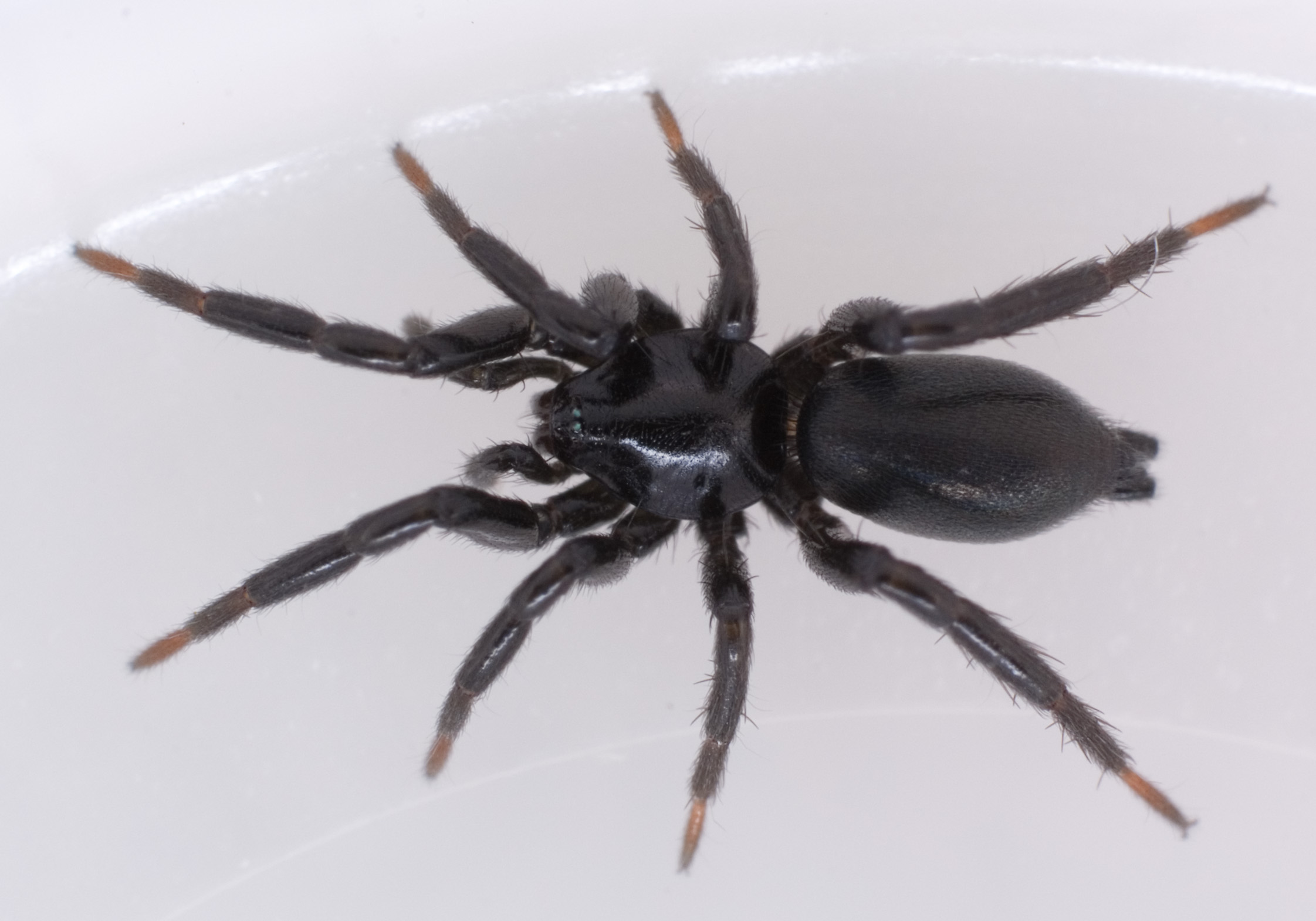
Przedstawiciel rodzaju Zelotes

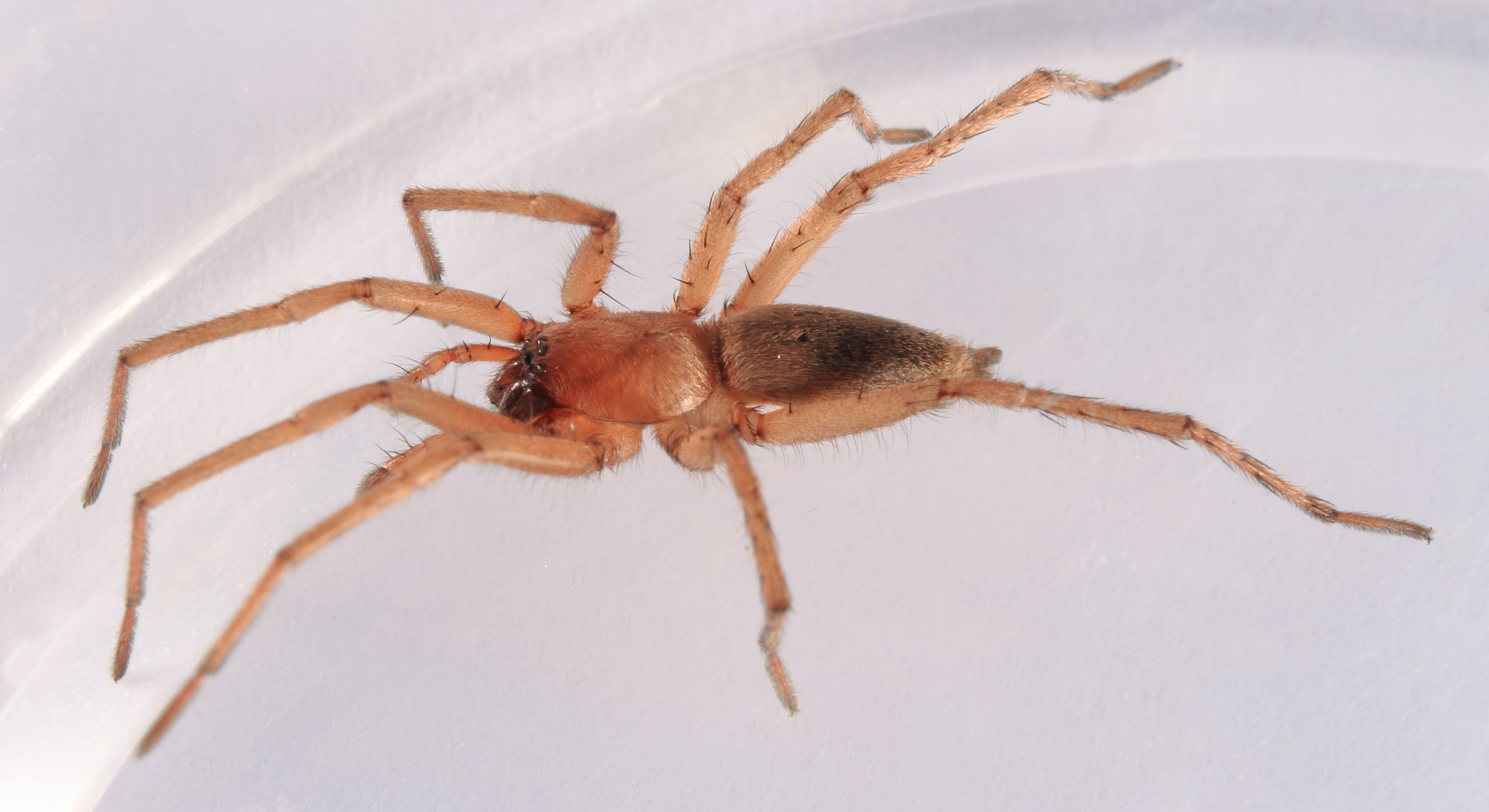
Knap podkamiennik

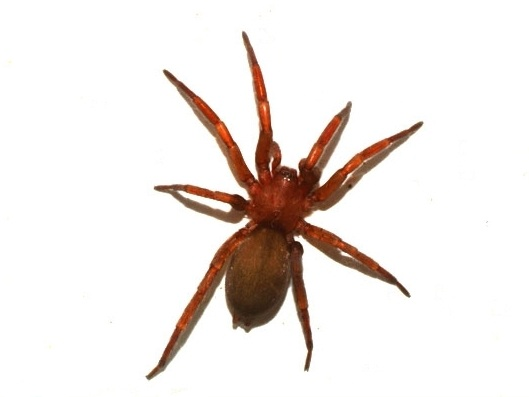
Haplodrassus signifer

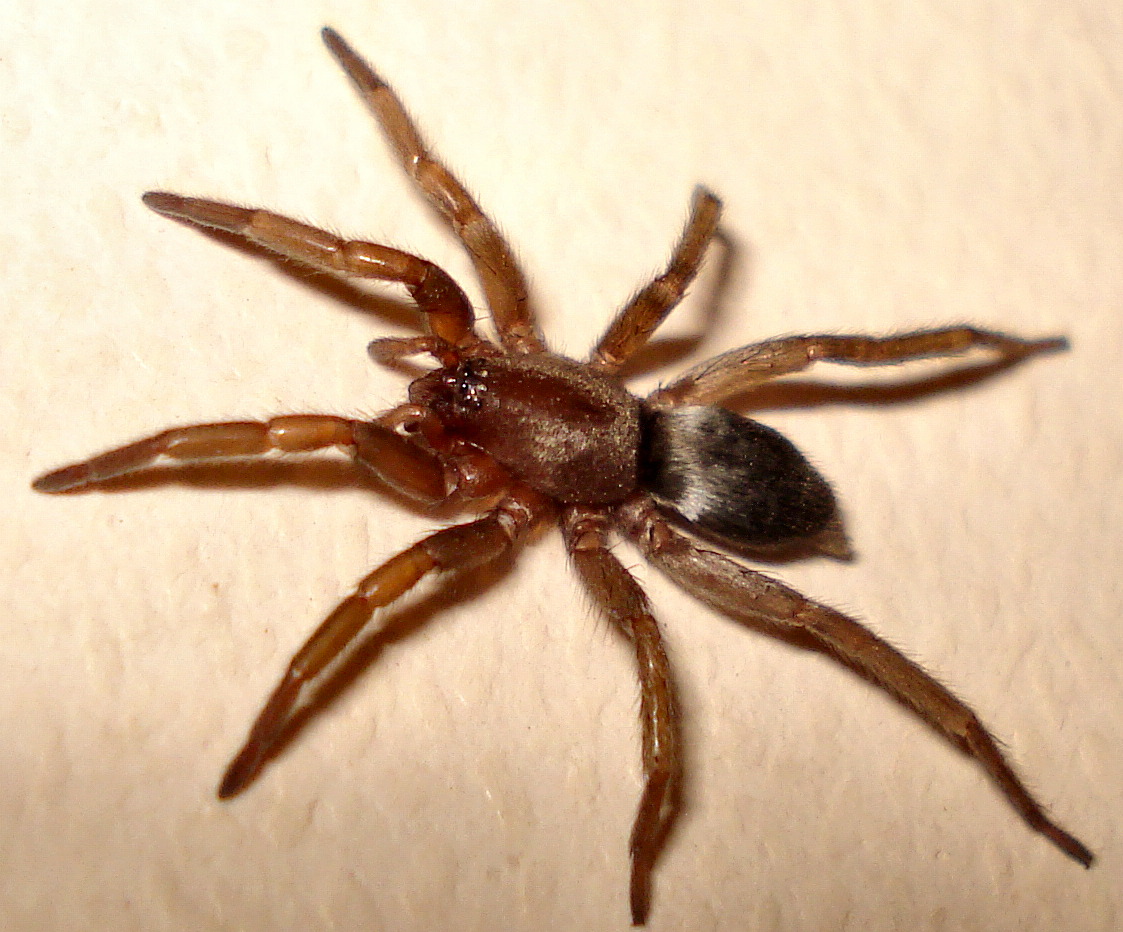
Scotophaeus blackwalli

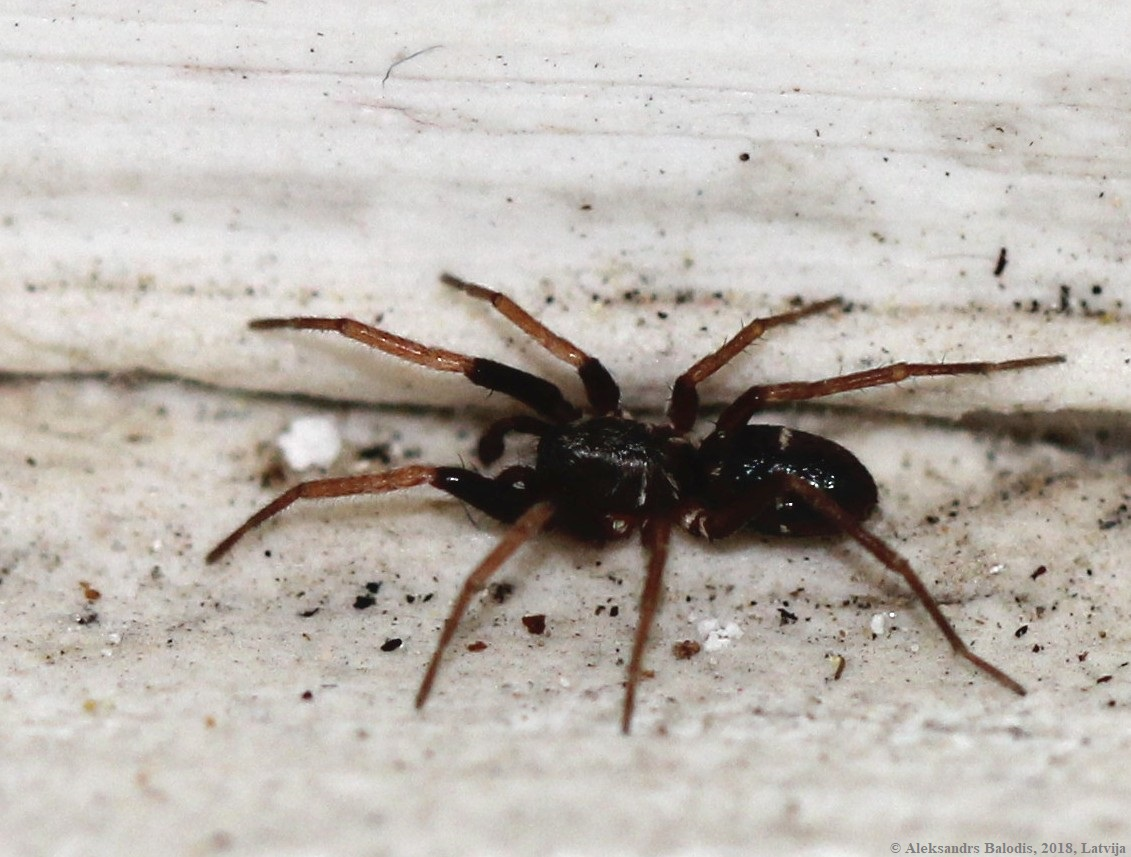
Micaria pulicaria

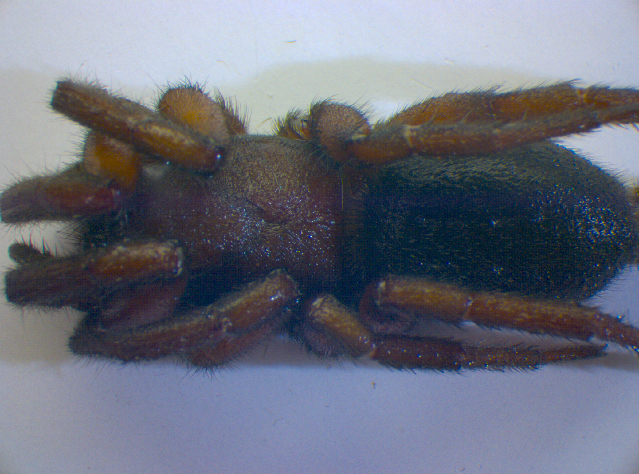
Worczak zagnietek (Gnaphosa lucifuga)

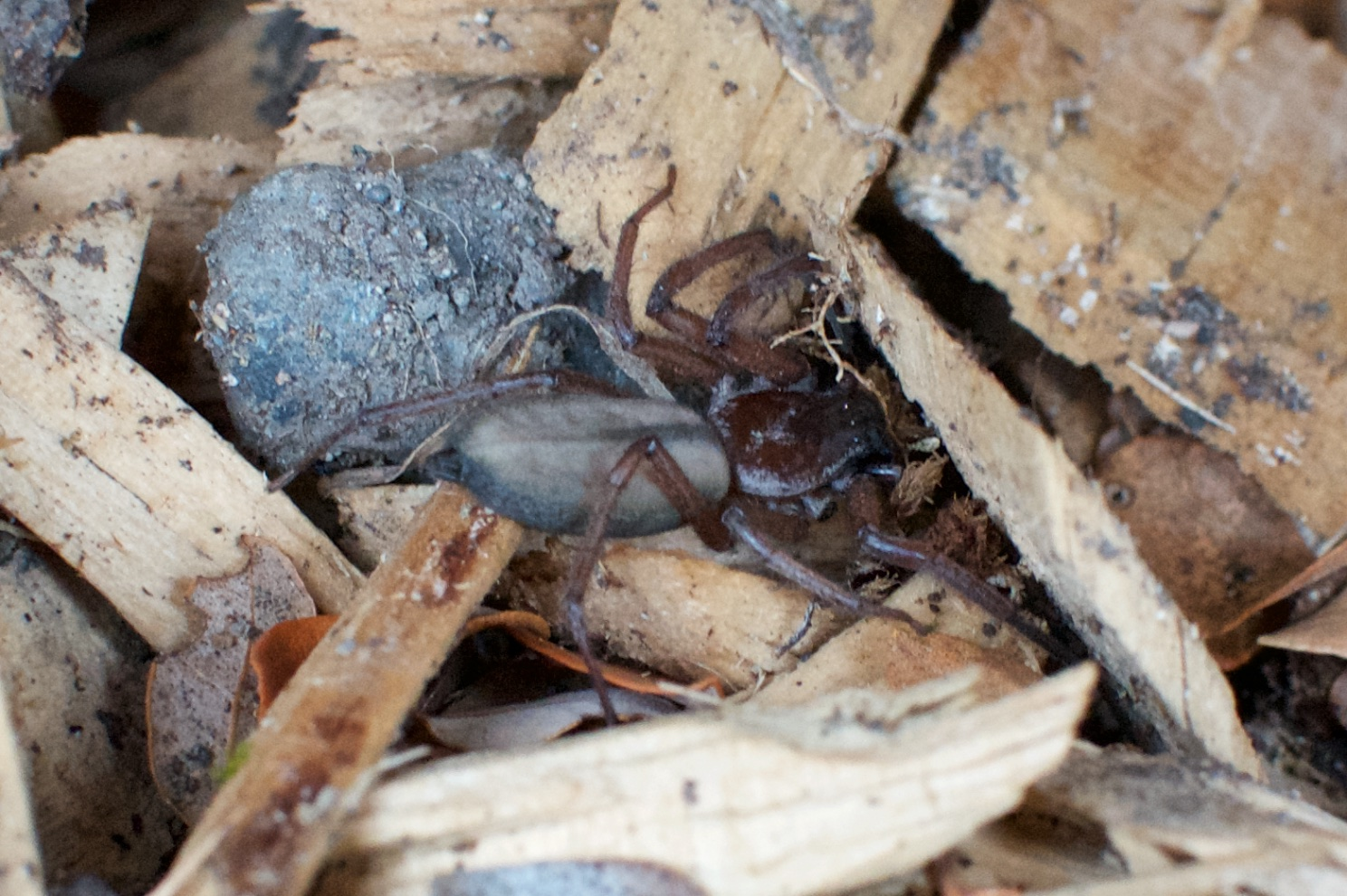
Hemicloea rogenhoferi

Pająki te osiągają od 3 do 17 mm długości ciała. Ubarwione są zwykle w różnych odcieniach szarości, brązu i czerni. Ich jajowaty w zarysie, równomiernie wypukły i raczej niski karapaks zaopatrzony jest zwykle w wyraźną jamkę tułowiową. Ośmioro małych oczu ustawionych jest w dwóch rzędach po dwie pary. Oczy w przednim rzędzie są zaokrąglone, natomiast te w parze tylno-środkowej są wyraźnie spłaszczone, szczelinowate lub mają nieregularną formę. Oczy przednio-środkowej pary są ciemne, natomiast wszystkich pozostałych par cechują się srebrzystym połyskiem. Przysadziste, krótkie szczękoczułki mają na krawędzi przedniej ząbki, a na tylnej piłkowany kil lub zaokrąglone blaszki. Szczęki zaopatrzone są w serrule. Endyty są skośnie lub poprzecznie wklęśnięte na spodzie. Płaskie sternum ma kształt jajowaty ze spiczastym wierzchołkiem. Nogogłaszczki samicy mają kolczaste stopy zwieńczone delikatnie ząbkowanymi pazurkami. Odnóża kroczne zwykle są krótkie i tęgie. Kolejność odnóży od najdłuższej do najkrótszej pary przedstawia się następująco: IV, I, II, III. Stopy zwieńczone są parą pazurków i przypazurkowymi kępkami włosków, a te dwóch pierwszych par często mają gęste skopule. 
Owłosiona opistosoma (odwłok) ma kształt wydłużony do owalnego i na przedniej krawędzi zaopatrzona jest w klaster sterczących, zakrzywionych szczecinek. U niektórych samców na przedzie opistosomy może występować skutum (zesklerotyzowana tarczka). Tchawki występują tylko w opistosomie, a ich przetchlinka leży blisko kądziołków przędnych. Siteczko przędne nie występuje. Duże, cylindryczne, równolegle ustawione i zwykle wyraźnie odseparowane kądziołki przędne przedniej pary pozbawione są pierścieni dystalnych, a ich gruszkowate gruczoły przędne są silnie powiększone, o poszerzonych podstawach i szczelinowatych otworach. Przednie kądziołki zwykle są dłuższe od tylnych.
Nogogłaszczki samca zwykle mają na goleni przysadzistą, spiczastą apofizę retrolateralną. Aparat kopulacyjny samca odznacza się wypukłym bulbusem, dużym tegulum, mniejszym subtegulum i smukłym embolusem. Na płytce płciowej samicy występuje wyraźne, oskórkowe obrzeżenie.

## Biologia i występowanie
Przedstawiciele rodziny to wolno żyjący, aktywnie polujący drapieżnicy. Większość gatunków wędruje nocą, zaś za dnia ukrywa się w jedwabistym oprzędzie, ale są również gatunki prowadzące aktywność dzienną, w tym preferujące duże nasłonecznienie. Większość bytuje na powierzchni gruntu, w ściółce lub pod korą.
Samice zwykle ukrywają kokony jajowe pod ziemią lub pod kamieniami. U części gatunków jedwabisty lub wykonany z przypominającego papier materiału kokon jajowy jest umieszczany w większej komórce oprzędu, w którym może pozostawać samica celem jego ochrony.
Takson kosmopolityczny. W Polsce stwierdzono 51 gatunków (zobacz: worczakowate Polski).

## Systematyka
Takson ten wprowadzony został w 1898 przez Reginalda Innesa Pococka. Został znacząco zredefiniowany przez Normana I. Platnicka w 1990 roku. Według wyników analizy filogenetycznej Martina Ramireza z 2014 stanowią grupę siostrzaną Prodidromidae, a według wyników analizy filogenetycznej Warda Wheelera i współpracowników z 2017 roku grupę siostrzaną Phrurolithidae.
Do 2018 roku opisano 2223 gatunki współczesne i 25 gatunków wymarłych, sklasyfikowanych w 129 rodzajach współczesnych i 6 rodzajach wymarłych:

- Allomicythus Ono, 2009
- Allozelotes Yin & Peng, 1998
- Amazoromus Brescovit & Höfer, 1994
- Amusia Tullgren, 1910
- Anagraphis Simon, 1893
- Aneplasa Tucker, 1923
- Anzacia Dalmas, 1919
- Aphantaulax Simon, 1878
- Apodrassodes Vellard, 1924
- Apodrassus Chamberlin, 1916
- Apopyllus Platnick & Shadab, 1984
- Aracus Thorell, 1887
- Arauchemus Ott & Brescovit, 2012
- Arboricaria Bosmans, 2000
- Asemesthes Simon, 1887
- Asiabadus Roewer, 1961
- Australoechemus Schmidt & Piepho, 1994
- Benoitodes Platnick, 1993
- Berinda Roewer, 1928
- Berlandina Dalmas, 1922
- Cabanadrassus Mello-Leitão, 1941
- Callilepis Westring, 1874
- Callipelis Zamani & Marusik, 2017
- Camillina Berland, 1919
- Canariognapha Wunderlich, 2011
- †Captrix Petrunkevitch, 1942
- Ceryerda Simon, 1909
- Cesonia Simon, 1893
- Chatzakia Lissner & Bosmans, 2016
- Civizelotes Senglet, 2012
- Cladothela Kishida, 1928
- Coillina Yin & Peng, 1998
- Coreodrassus Paik, 1984
- Cryptodrassus Miller, 1943
- Cubanopyllus Alayón & Platnick, 1993
- Diaphractus Purcell, 1907
- Drassodes Westring, 1851
- Drassodex Murphy, 2007
- †Drassyllinus Wunderlich, 1988
- Drassyllus Chamberlin, 1922
- Echemella Strand, 1906
- Echemographis Caporiacco, 1955
- Echemoides Mello-Leitão, 1938
- Echemus Simon, 1878
- Eilica Keyserling, 1891
- Encoptarthria Main, 1954
- †Eognaphosops Wunderlich, 2011
- †Eomactator Petrunkevitch, 1958
- Epicharitus Rainbow, 1916
- Fedotovia Charitonov, 1946
- Gertschosa Platnick & Shadab, 1981
- Gnaphosa Latreille, 1804
- Haplodrassus Chamberlin, 1922
- Hemicloea Thorell, 1870
- Herpyllus Hentz, 1832
- Heser Tuneva, 2004
- Hitobia Kamura, 1992
- Homoeothele Simon, 1908
- Hongkongia Song & Zhu, 1998
- Hypodrassodes Dalmas, 1919
- Ibala Fitzpatrick, 2009
- Intruda Forster, 1979
- Iranotricha Zamani & Marusik, 2018
- Kaitawa Forster, 1979
- Kishidaia Yaginuma, 1960
- Ladissa Simon, 1907
- Laronius Platnick & Deeleman-Reinhold, 2001
- Latonigena Simon, 1893
- Leptodrassex Murphy, 2007
- Leptodrassus Simon, 1878
- Leptopilos Levy, 2009
- Litopyllus Chamberlin, 1922
- Macarophaeus Wunderlich, 2011
- Marjanus Chatzaki, 2018
- Matua Forster, 1979
- Megamyrmaekion Reuss, 1834
- Micaria Westring, 1851
- Microdrassus Dalmas, 1919
- Microsa Platnick & Shadab, 1977
- Micythus Thorell, 1897
- Minosia Dalmas, 1921
- Minosiella Dalmas, 1921
- Montebello Hogg, 1914
- Nauhea Forster, 1979
- Neodrassex Ott, 2012
- Nodocion Chamberlin, 1922
- Nomisia Dalmas, 1921
- Nopyllus Ott, 2014
- Notiodrassus Bryant, 1935
- Odontodrassus Jézéquel, 1965
- Orodrassus Chamberlin, 1922
- †Palaeodrassus Petrunkevitch, 1922
- Parabonna Mello-Leitão, 1947
- Parasyrisca Schenkel, 1963
- Phaeocedus Simon, 1893
- Poecilochroa Westring, 1874
- Pseudodrassus Caporiacco, 1935
- Pterotricha Kulczyński, 1903
- Pterotrichina Dalmas, 1921
- Sanitubius Kamura, 2001
- Scopoides Platnick, 1989
- Scotocesonia Caporiacco, 1947
- Scotognapha Dalmas, 1920
- Scotophaeus Simon, 1893
- Sergiolus Simon, 1892
- Sernokorba Kamura, 1992
- Setaphis Simon, 1893
- Shaitan Kovblyuk, Kastrygina & Marusik, 2013
- Shiragaia Paik, 1992
- Sidydrassus Esyunin & Tuneva, 2002
- Smionia Dalmas, 1920
- Sosticus Chamberlin, 1922
- Symphanodes Rainbow, 1916
- Synaphosus Platnick & Shadab, 1980
- Talanites Simon, 1893
- Talanitoides Levy, 2009
- Titus O. Pickard-Cambridge, 1901
- Trachyzelotes Lohmander, 1944
- Trephopoda Tucker, 1923
- Trichothyse Tucker, 1923
- Turkozelotes Kovblyuk & Seyyar, 2009
- Urozelotes Mello-Leitão, 1938
- Vectius Simon, 1897
- Verita Ramírez & Grismado, 2016
- Xenoplectus Schiapelli & Gerschman, 1958
- Xerophaeus Purcell, 1907
- Xizangia Song, Zhu & Zhang, 2004
- Zelanda Özdikmen, 2009
- Zelominor Snazell & Murphy, 1997
- Zelotes Gistel, 1848
- †Zelotetis Wunderlich, 2011
- Zelotibia Russell-Smith & Murphy, 2005
- Zelowan Murphy & Russell-Smith, 2010
- Zimiromus Banks, 1914